# ゲッキツ
ゲッキツ（月橘、Murraya paniculata）はミカン科ゲッキツ属の常緑小高木の柑橘類。観葉植物としてよく栽培される。

## 特徴
奄美大島以南、沖縄から東南アジアにかけて分布する。葉は奇数羽状複葉でつやがある。幹や枝は白っぽく表面がなめらか、花はミカンなどに似て白く、夏に開花しジャスミンに似た芳香を放つ。果実は直径1cmほどで赤く熟し食べられる。
月橘の名は花が月夜に特によく香るためといわれる。別名としてイヌツゲ（ただしモチノキ科にイヌツゲという標準和名の植物が存在する）、九里香、英語名オレンジジャスミン、シルクジャスミンなどともいう。また、コスメティックバークという異名ももち、葉と根は血行促進、鎮静作用、抗炎症作用があるとされる。ジャスミンの名がつくが、ジャスミンティーなどに使われるいわゆるジャスミンはモクセイ科であり別種である。
同じ属のオオバゲッキツはカレーリーフとも呼ばれ、葉が南インド料理の材料として使われる。

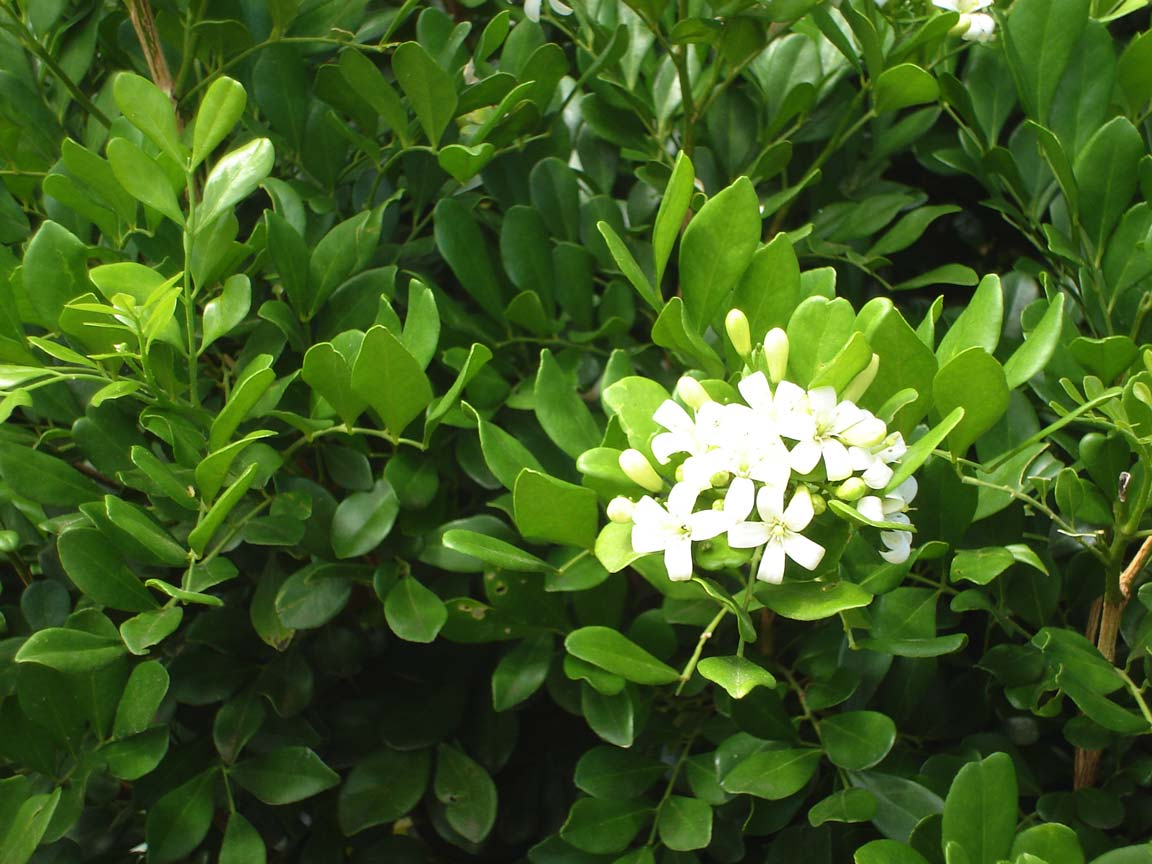
花

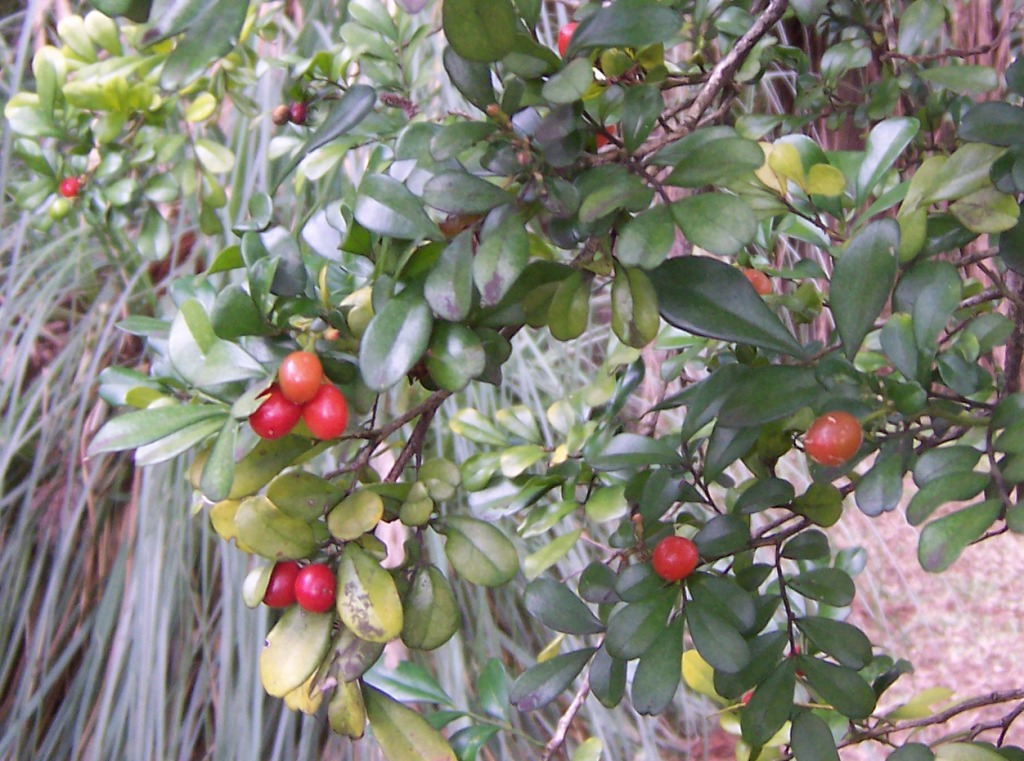
果実

この樹の材は、きわめて硬く、緻密で絹状の光沢がある。この材を、彫刻や、ステッキ、刃物や農具の柄、文鎮、印鑑、版木、櫛などに用いる。
この植物は英名で、satinwood（サテンウッド）とも呼ばれている。本来の satinwood は、同じミカン科のインドシュスボク（Chloroxylon swietenia）を指す。
インドシュスボクはインドからセイロンに分布する高木で、その心材は、新鮮なものでは、やや芳香があり、淡黄色から淡黄褐色の緻密で重厚（平均気乾比重約0.98）なものである。その材は繻子（シュス）のような光沢があって美しく、家具や、細工物、装飾品用材として、利用されている。この材の繻子（英語 で satin）のような光沢から、この植物は "Satinwood tree" と呼ばれている。
このことから「ゲッキツ」の材も、この「インドシュスボク」と同じような性質をもつことがうかがえる。